# میان‌میل
میان‌میل، روستایی از توابع بخش مرکزی شهرستان سرپل ذهاب در استان کرمانشاه ایران است.
این روستا بدلیل وجود خط جاده ای سرپل‌ذهاب_قصرشیرین به دو قسمت تقسیم شده که بخش عمده روستا در سمت راست جاده قرار گرفته است.

## جمعیت
این روستا در دهستان حومه‌سرپل قرار دارد و براساس سرشماری مرکز آمار ایران در سال ۱۳۸۵، جمعیت آن ۱۲۷ نفر (۲۶خانوار) بوده‌است.
اما در سال ۱۳۹۵ جمعیت این روستا به ۹۹ نفر اعلام شد که حاکی از کاهش رشد ۲۲ درصدی جمعیت این روستا در گذشت ده سال اخیر بوده